# Bruce Rogers (typographe)
Pour les articles homonymes, voir Bruce Rogers et Rogers.
Bruce Rogers, né le 14 mai 1870 à Linwood (en) (Indiana), mort le 21 mai 1957 à New Fairfield (Connecticut), est un typographe et créateur de caractères américain. 

## Biographie
Bruce Rogers entre au début des années 1890 au service de périodiques à Indianapolis, l'un des villes américaines traversées par le courant Arts & Crafts venu d'Angleterre. Il collabore à la revue Modern Art (1893-1897) dirigée par Joseph Moore Bowles (1865-1934), et le rejoint à Boston lorsque Louis Prang rachète la revue.
Rogers est connu pour son style de mise en page classique, rejetant le style dépouillé apparu dans les années 1910-1920, utilisant toujours des arrangements symétriques et rarement des caractères sans empattements. Il a dessiné le caractère Centaur basé sur plusieurs types de la Renaissance dont celui de Nicolas Jenson utilisé dans l’Eusebius de 1469 ou celui de Francesco Griffo (qui a aussi inspiré le Bembo).